# The Vices
The Vices is een Nederlandse rockband uit Groningen, gevormd in 2019. De band bestaat uit Floris van Luijtelaar (zang/gitaar), Jonathan Kruizenga (orgel/gitaar), Simon Bleeker (bas) en Mathijs Louwsma (drums).

## Geschiedenis
The Vices werd opgericht in januari 2019, na het einde van de band Ten Years Today, waarvan Luijtelaar, Bleeker en Louwsma lid van waren. De band had in januari zijn eerste optredens als voorprogramma van de Britse artiest Yungblud, om vervolgens een reeks shows in Groot-Brittannië te spelen. De debuutsingle So It Goes werd in februari uitgebracht.
In september 2019 brachten ze hun eerste ep, Life Grows, uit. Datzelfde jaar werd de band geselecteerd voor de Popronde en deelden ze het podium met onder andere Feeder, Indian Askin en Dune Rats. In januari 2020 trad The Vices op tijdens Eurosonic Noorderslag, en speelden ze hun eerste shows in Berlijn en Parijs. Op 31 maart werd de band uitgeroepen tot Serious Talent door radiozender NPO 3FM.

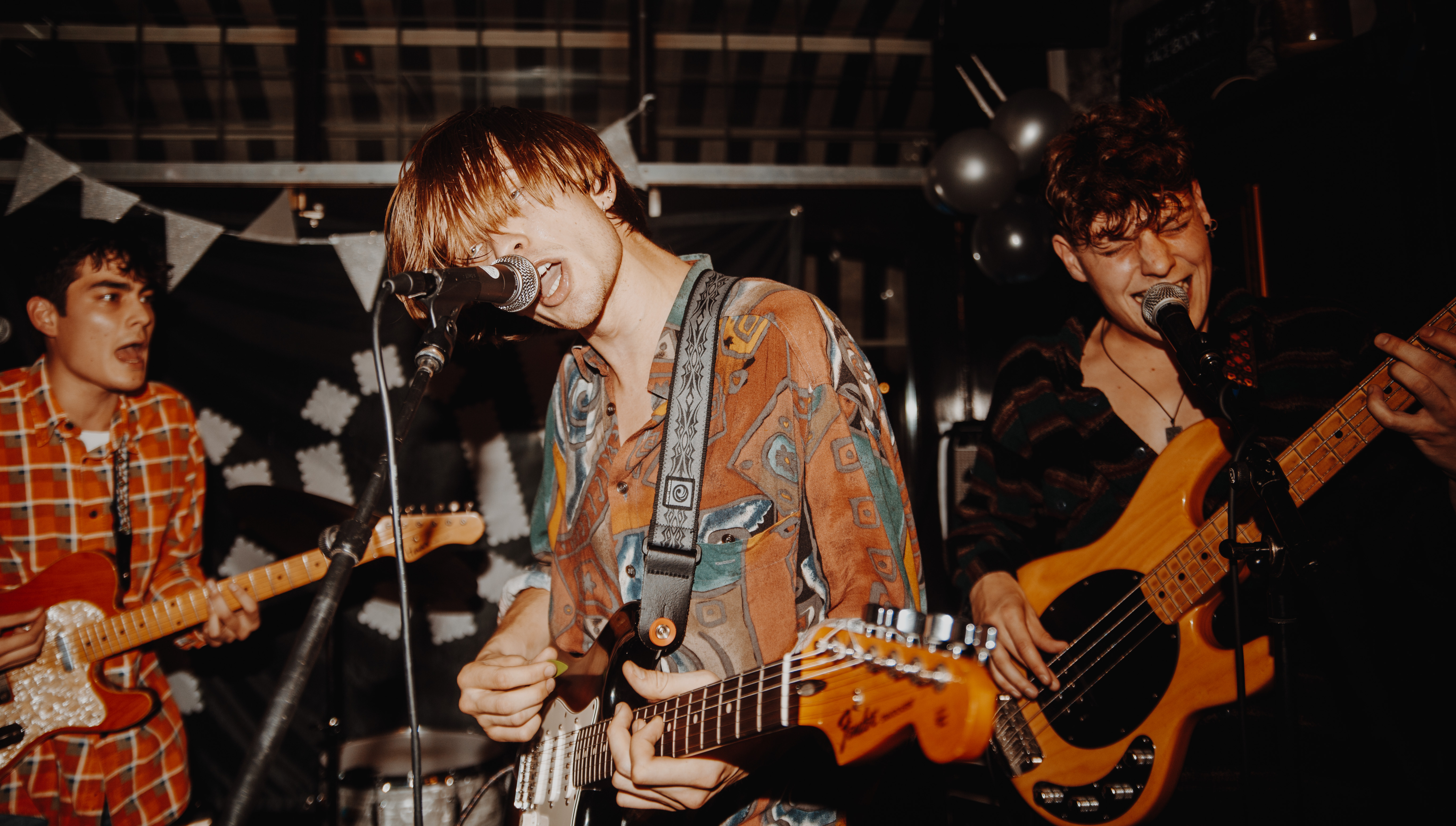
In Assen, 2019

In augustus 2020 bracht de band zijn tweede ep uit, onder de naam Good Morning City, Now Let Me Sleep..., waarvan de single Boy afkomstig is. De release van deze ep stond eerst gepland voor april 2020, maar werd wegens de coronacrisis uitgesteld. In oktober 2020 tekende de band bij het Rotterdamse Mattan Records. Vervolgens brachten ze de single In and Out uit, gevolgd door Looking For Faces en Before Your Birth. Op 16 januari 2021 trad de band op tijdens de eerste digitale Eurosonic Noorderslag. Op 12 maart bracht de band zijn debuutalbum Looking For Faces uit, dat de 1ste plaats haalde in de Dutch Vinyl Charts en de 37ste plaats in de Album Top 100. In november 2021 traden The Vices twee weken op als huisband in het televisieprogramma M, gepresenteerd door Margriet van der Linden. Op 16 september 2022 verscheen de ep Strange Again.

## Discografie
Singles
- 2019: So It Goes
- 2019: Speeding Up to Last
- 2019: Life Grows
- 2020: Sly Smiled Berlin Child
- 2020: Boy
- 2020: In and Out
- 2021: Looking for Faces
- 2021: Before Your Birth
- 2022: Strange Again
- 2022: Tomorrow I'll Be
- 2022: I Had A Name
- 2023: Never Had To Know

Ep's
- 2019: Life Grows
- 2020: Good Morning City, Now Let Me Sleep...
- 2022: Strange Again

Albums
- 2021: Looking for Faces
- 2023: Unknown Affairs
- 2024: Before It Might Be Gone